# Kepler-410
Kepler-410 eller KOI-42, även känd som HD 175289, är en dubbelstjärna belägen i den norra delen av stjärnbilden Lyran. Den har en skenbar magnitud av ca 9,50 och kräver ett mindre teleskop för att kunna observeras. Baserat på parallax enligt Gaia Data Release 3 på ca 6,79 mas, beräknas den befinna sig på ett avstånd på ca 480 ljusår (147 parsek) från solen. Den rör sig närmare solen med en heliocentrisk radialhastighet på ca -41 km/s.

## Egenskaper
Primärstjärnan Kepler-410 A är en gul till vit underjättestjärna av spektralklass F6 IV. Den har en massa som är ca 1,22 solmassor, en radie som är ca 1,36 solradier och utsänder energi från dess fotosfär motsvarande ca 2,65 gånger solen vid en effektiv temperatur av ca 6 300 K.
Följeslagaren Kepler-410 B är en stjärna av spektraltyp K2 med en massa av ca 0,73 solmassa och en radie av ca 0,89 solradie. Stjärnorna är separerade med 245 AE.

## Planetsystem
År 2013 upptäcktes en exoplanet, Kepler-410 Ab, med hjälp av transitmetoden. Det är inte känt om planeten kretsar kring primärstjärnan eller följeslagaren. Om den kretsar kring följeslagaren måste planetradien fördubblas. Omedelbart misstänktes en andra icke-transiterande planet på grund av variationer i transittiden, och en studie från 2019 fann också bevis för en sådan planet, även om den ännu inte har bekräftats eller getts någon beteckning.
| Planet       | Massa    | Halv storaxel (AE) | Siderisk omloppstid (d) | Excentricitet | Inklination | Radie          |
| ------------ | -------- | ------------------ | ----------------------- | ------------- | ----------- | -------------- |
| b            | -        | 0,14 ± 0,01        | 17,833682 ± 0,000012    | 0,17          | 90°         | 2,48 ± 0,07 R🜨 |
| (obekräftad) | 0,165 M🜨 | -                  | 26,5                    | -             | -           | -              |